# 2017 у музиці
Ця стаття присвячена музичним подіям 2017 року.

## Річниці
- 275 років — Василю Пашкевичу,
- 250 років — Артемію Веделю,
- 240 років — Степану Давидову, Івану Вітковському, Гаврилу Рачинському,
- 235 років — Прокопію Левандовському,
- 230 років — Іллі Лизогубу,
- 185 років — Петру Сокальському, Петру Ніщинському,
- 175 років — Миколі Лисенку,
- 170 років — Гавриїлу Музиченку,
- 165 років — Сиґізмунду Блуменфельду, Гнату Ганицькому, Віктору Матюку,
- 160 років — Миколі Тутковському, Євсевію Мандичевському,
- 150 років — Сергію Дрімцову, Євгену Купчинському,
- 145 років — Йосипу Кишакевичу,
- 140 років — Миколі Леонтовичу, Сергію Борткевичу, Федору Попадичу, Науму Прусліну,
- 135 Років — Кирилу Стеценку, Володимиру Березовському, Євгену Турулі,
- 130 Років — Михайлу Скорульському, Василю Цалинюку, Семену Штейнбергу,
- 125 Років — Михайлу Гайворонському, Анатолію Буцькому, Осипу Залеському, Павлу Печенізі-Углицькому, Арсену Річинському, Яну Ступці, Маркіяну Фролову,
- 120 Років — Юхиму Голишеву, Лазарю Саксонському,
- 115 років — Андрію Штогаренку, Ісааку Берковичу, Пітеру Вільговському, Федору Наденеку, Сергію Павлюченку, Антону Рудницькому,
- 110 років — Миколі Коляді, Петру Гайдамаці, Климентію Домінчену, Сергію Жданову, Григорію Китастому, Петру Полякову, Дмитру Клебанову, Євгену Козаку,
- 105 років — Ігорю Маркевичу, Якову Цегляру, Аркадію Філіпенку, Дезидерію Задору, Сергію Яременку, Льву Спасокукоцькому, Вадиму Кіпі,
- 100 Років — Миколі Дремлюзі, Михайлу Гольдштейну, Степану Гумініловичу,
- 95 Років — Миколі Бердиєву, Борису Зільберглейту, Тарасу Кравцову, Борису Яровинському, Степану Спєху, Юрію Фіялі,
- 90 Років — Валерію Польовому, Юрію Щуровському, Віталію Сєчкіну, Ніні Андрієвській, Олександру Станку,
- 85 Років — Віктору Берковському, Альберту Водовозову, Валерію Подвалі, Юрію Ґіна, Богдані Фільц, Володимиру Шаповаленку, Кіму Шутенку,
- 80 Років — Валентину Сильвестрову, Ростиславу Бабичу, Анатолію Гайденку, Валентину Талаху, Борису Лабі,
- 75 Років — Євгену Станковичу, Вадиму Ільїну, Михайлу Степаненку, Богдану Сапелюку, Миколі Стецюну, Івану Мамайчуку, Ігору Проню, Людмилі Шукайло,
- 70 Років — Олегу Киві, Миколі Мозговому, Віктору Мужчилю, Олександру Огороднику, Олександру Осадчому, Сергію Колобкову, Вадиму Храпачову,
- 65 Років — Сергію Гримальському, Сергію Бедусенку, Михайлу Шуху, Олександру Яковчуку, Михайлу Герцу, Івану Пустовию, Тамарі Парулаві-Оскоменко, Ігору Яснюку,
- 60 Років — Юрію Ланюку, Михайлу Старицькому, Віктору Тиможинському, Роману Цисю,
- 55 Років — Людмилі Юріній, Сергію Зажитьку, Вікторії Польовій, Вадиму Журавицькому, Марині Денисенко, Іштвану Геді,
- 50 Років — Ірині Алексійчук, Вадиму Ларчікову, Анатолію Сердюку,
- 45 Років — Ігору Балану, Мар'яні Садовській, Юрку Юрченку,
- 40 Років — Олені Ільницькій, Олександру Шимку, Назарію Яремчуку (Молодшому),  Домініку Говарду.

## Пам'ятні дати

### Січень
- 2 січня — 180 років від дня народження композитора М. О. Балакірєва (1836/1837-1910).
- 6 січня — 145 років від дня народження композитора О. М. Скрябіна (1871/1872-1915).
- 11 січня — 70 років від дня народження музикознавця Н. Л. Бабій-Очеретовської (нар. 1947).
- 24 січня — 75 років від дня народження співака В. В. Ободзинського (1942—1997).
- 31 січня:
  - 220 років від дня народження композитора Ф. Шуберта (1797—1828).
  - 80 років від дня народження композитора Ф. Гласса (нар. 1937).

### Лютий
- 11 лютого — 40 років від дня народження композитора О. В. Ільницької (нар. 1977).
- 11 лютого — 5 років від дня смерті співачки Уітні Хьюстон (1963—2012).
- 15 лютого — 160 років від дня смерті композитора М. І. Глінки (1804—1857).
- 17 лютого — 160 років від дня народження композитора М. А. Тутковського (1857—1931).
- 20 лютого — 50 років від дня народження рок-співака К. Кобейна (1967—1994)
- 22 лютого — 200 років від дня народження композитора Н. Гаде (1817—1890).
- 29 лютого — 225 років від дня народження композитора Дж. Россіні (1792—1868).
- 29 лютого — 105 років від дня народження композитора Я. С. Цегляра (1912—2008).

### Березень
- 12 березня — 180 років від дня народження композитора О. Гільмана (1837—1911).
- 12 березня — 80 років від дня смерті композитора Ш.-М. Видора (1844—1937).
- 15 березня — 175 років від дня смерті композитора Л. Керубіні (1760—1842).
- 22 березня — 330 років від дня смерті композитора Ж.-Б. Люллі (1632—1687).
- 26 березня — 190 років від дня смерті композитора Л. Бетховена (1770—1827).
- 27 березня — 90 років від дня народженняв віолончеліста М. Л. Ростроповича (1927—2007).
- 31 березня — 285 років від дня народження композитора Й. Гайдна (1732—1809).

### Квітень
- 3 квітня — 120 років від дня смерті композитора Й. Брамса (1833—1897).
- 26 квітня — 20 років від дня смерті співака В. В. Ободзинського (1942—1997).
- 27 квітня — 10 років від дня смерті віолончеліста М. Л. Ростроповича (1927—2007).

### Червень
- 9 червня — 39 років з Дня Народження Метью Белламі, фронтмена Muse (1978).

### Липень
- 15 липня — 100 років від дня народження композитора М. В. Дремлюги (1917—1998).

### Вересень
- 9 вересня — 75 років від дня народження композитора Є. Ф. Станковича (нар. 1942).
- 30 вересня — років від дня народження композитора В. В. Сильвестрова (нар. 1937).

### Жовтень
- 19 жовтня  — 30 років від дня смерті виолончелистки Ж. Дю Пре (1945—1987).
- 22 жовтня — 95 років від дня народження музикознавця й композитора Т. С. Кравцова (1922—2013).
- 24 жовтня — 10 років від дня смерті композитора, пианиста и органиста П. Ебена (1929—2007).

### Грудень
- 2 грудня — 39 років з Дня Народження Крістофера Волстенголма, учасника гурту Muse (1978).

## Події
- 12 лютого — 59-та церемонія «Греммі» — Стейплс-центр, Лос-Анджелес.
- 7-13 травня — Євробачення 2017 — Міжнародний виставковий центр, Київ.
- 28 червня–2 липня — фестиваль Atlas Weekend — ВДНГ, Київ.

## Музичні альбоми
| Дата       | Виконавець          | Назва альбому       |
| ---------- | ------------------- | ------------------- |
| 3 березня  | Ед Ширан            | ÷ (Divide)          |
| 17 березня | Depeche Mode        | Spirit              |
| 23 квітня  | Beyonce             | Lemonade            |
| 5 травня   | Kasabian            | For Crying Out Loud |
| 21 липня   | Лана Дель Рей       | Lust for Life       |
| 18 серпня  | Стівен Вілсон       | To the Bone         |
| 8 вересня  | Nothing but Thieves | Broken Machine      |
| 29 вересня | Hurts               | Desire              |

## Засновані колективи
- Лінія Маннергейма (гурт)
- A.C.E
- Cloudless
- IZ (гурт)
- Kazka
- Stray Kids
- TANA
- The Boyz
- Tulia
- VНОЧІ
- Wanna One

## Концерти в Україні
- 19 липня — концерт Depeche Mode на підтримку альбому Spirit — НСК Олімпійський, Київ.
- 26 липня — концерт Hurts — клуб «Ibiza», Одеса.
- 22 листопада — концерт Hurts — Велотрек СКА, Львів.
- 23 листопада — концерт Hurts — клуб «Stereo Plaza», Київ.
- 19 листопада — концерт Amatory — клуб «Sentrum», Київ.
- 7 грудня — концерт Louna — клуб «Корова», Харків.
- 8 грудня — концерт Louna — клуб «Atlas», Київ.
- 8 грудня — виступ Макса Купера — Центр Довженко, Київ.

## Померли
- 20 липня — покінчив життя самогубством Честер Беннінгтон, вокаліст гурту Linkin Park[1].
- 16 вересня — Бренда Льюїс, американська оперна співачка, актриса музичного театру, оперний режисер і музичний педагог[2].